# Ralf Ziervogel

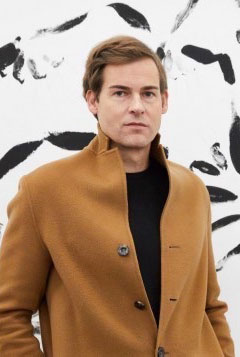
Ralf Ziervogel 2019

Ralf Ziervogel (* 11. Februar 1975 in Clausthal-Zellerfeld) ist ein deutscher Künstler. Seine Werke umfassen Zeichnungen, Texte und Aktionen. Ralf Ziervogel lebt und arbeitet in Deutschland und den USA.

## Leben
Ralf Ziervogel absolvierte 2005 als Meisterschüler den Studiengang Bildende Kunst an der Universität der Künste Berlin in der Klasse von Lothar Baumgarten. Ziervogel war Stipendiat der Studienstiftung des Deutschen Volkes und erhielt 2006 das Karl-Schmidt-Rottluff-Stipendium. Er lebte von 2007 bis 2011 in New York City, u. a. gefördert durch das einjährige New-York-Stipendium der Kulturverwaltung des Berliner Senats, nur unterbrochen von weiteren Atelieraufenthalten in Israel, Mexiko und Russland, 2008 und 2010. 2014 erhielt Ziervogel ein Stipendium an der Deutschen Akademie Rom Villa Massimo / Casa Baldi. Im gleichen Jahr wurde er mit dem Grafikpreis der Claus-Hüppe-Stiftung in Oldenburg ausgezeichnet. 2016 folgte ein Aufenthaltsstipendium im Künstlerhaus Schloss Balmoral, Rheinland-Pfalz. Zwischen 2013 und 2016 lehrte Ziervogel Bildhauerei an der Kunsthochschule Berlin-Weissensee, ging aber mit dem Stipendium der Pollock-Krasner Foundation, 2023 wieder in die USA.

## Werk
Ralf Ziervogel ist bekannt für detailscharfe, absurd-apokalyptische Zeichnungen. Ohne Vorzeichnungen entstehen auf bis zu 3 × 10 Meter großen Papierbahnen, konturengezeichnete Figuren, die mäandernde Gewaltexzesse in Schwarz und Weiß durchlaufen. Von weitem betrachtet bilden sie ein ornamentales Geflecht. Spiegelungen bestimmen die Form seiner Werke, unendlich deklinierte Klischees werden entgegengesetzt verbunden. Ralf Ziervogel arbeitet niemals simultan, seine Konzentration auf immer nur eine einzelne Zeichnung, bildet auf dem Papier, hierarchielose Momentaufnahmen ohne dabei einen Geschichten erzählenden roten Faden zu erzeugen. Alle dargestellten Figuren, Tiere oder Gegenstände befinden sich in einer aufgeladenen Potenz miteinander, die das ornamentale Gesamtbild der Zeichnung im nächsten Moment komplett zusammenstürzen lassen. Neben Grafiken gehören auch Plastiken, Videos, Texte und Interventionen, zu Ziervogels Repertoire. 2008 arbeitet Ralf Ziervogel zusammen mit den Statikern Schlaich Bergermann Partner und David Chipperfield Architects an der Realisierung seines Bauprojekts ECCE auf dem Berlin Tempelhof Airport. Ein weißer, begehbarer Würfel mit einer Kantenlänge von 120 Metern und dem größten freitragenden Dach weltweit. 2013 entsteht ein anderer großer Arbeitsabschnitt: Mit schwarzer Gouache an den Fingerkuppen wiederholt Ziervogel auf dem Papier die Bewegungen, die sie beim Bedienen von Tablets oder Smartphones ausführen würden. Die danach geschriebenen Worte und Sätze in Großbuchstaben, aber minisculer, kaum lesbarer Schrift, welche die schwarzen Fingerspuren begleiten, sind eine Art Protokoll und bilden eine zweite Ebene in den Zeichnungen. Es folgen große Formate, mit dem Einsatz aller Körperteile (Kopf, Arme, Beine, etc.). Die Kompositionen von schwarzen Einzelteilen werden zu dynamischen Konstellationen und abseitigen Lebewesen: „Amorphe Gebilde in epileptischer Stasis: Blaupausen, digital-gequälter Körper. Ziervogel strebt nach dem totalen Nullpunkt, einem Wurmloch, einer Implosion.“ (Zitat: Jutta Schütt, Städel Museum / Graphische Sammlung, Frankfurt am Main, 2015) Seit 2019 widmet sich der bildende Künstler vermehrt auch aktionistischen Arbeiten, die er meist ohne Autorschaft ausführt. So penetriert Ziervogel den Kunstbetrieb mit unliebsamen Geschenken oder absurden Einladungen. 2022 beginnt eine Manifest gestützte Werkgruppe mit Zeichnungen die eine Abkehr vom Expressionismus, anhand von Kippbildern mit unterschiedlichsten Verdichtungen, thematisiert. Aufbau und Zerstörung begegnen sich hier auf einer Ebene. Wie immer in schwarz-weiß, aber diesmal mit verschiedensten Materialien und in vielen ikonographischen Klischees verwoben, werden vordergründig ausdrucksstarke Bilder, in Nicht-Bilder verwandelt. Zusammengefasst unter dem bezeichnenden Titel CRISIS, spielen sie eine tief nervöse Suche nach Form ohne Funktion vor, sind aber der eindeutige Aufruf, sich weg von der Explosion, hin zur Implosion zu bewegen.

## Ausstellungen

### Einzelausstellungen (Auswahl)
- 2023 Wir sollen wie Hunde sein, Haus am Lützowplatz, Berlin[22]
- 2023 Younger Than Jesus, St.-Matthäus-Kirche (Berlin-Tiergarten)[23]
- 2018/19 As If, Deichtorhallen Sammlung Falckenberg Hamburg[24]
- 2017 RAM, Kunsthalle Göppingen[25]
- 2016 Caput, Galerie Max Weber Six Friedrich, München[26]
- 2016 Ganz Unten, Eigen und Art Lab, Berlin[27]
- 2015 Matt, Strabag Kunstforum, Wien[28]
- 2014 Grafikpreisträger der Claus Hüppe-Stiftung, Horst-Janssen-Museum, Oldenburg[29]
- 2014 Verhaltet Euch Ruhig, Muffatwerk, München[30]
- 2014 Black Rainbow, Carbon 12, Dubai[31]
- 2013 Y, Galería Kewenig, Oratorio de Sant Feliu, Palma[32]
- 2012 Kauft nicht bei CFA, Contemporary Fine Arts, Berlin[33]
- 2011 Drawings for her pleasure, Contemporary Fine Arts, Berlin[34]
- 2010 Black Pam Pan XX (Loose Fit), Bahnhofsvorplatz, Aschersleben[35]
- 2010 Every Adidas Got Its Story, ARNDT, Berlin[36]
- 2010 In Decay, Carbon 12, Dubai[37]
- 2010 Ralf Ziervogel, Charim Galerie, Wien[38]
- 2009 Young German Art, Galerie Arndt & Partner, Berlin[39]
- 2009 mawhistla, The Byrd Hoffmann Foundation, New York[40]
- 2008 Immenhof, Kunstverein Ulm[41]
- 2008 Life Is But Great, The Watermill Center, Water Mill[42]
- 2008 Gruß aus Clausthal-Zellerfeld, Kunstverein Heilbronn[43]
- 2008 Equilibrist Künstlerhaus Bethanien, Berlin[44]
- 2007 Endeneu - Proto, Kunsthalle Wien[45]
- 2007 Equilibrium, Galerie Six Friedrich Lisa Ungar, München[46]
- 2007 Every Adidas Got Its Story, Noga Gallery of Contemporary Art, Tel Aviv[47]
- 2007 Focus: Ralf Ziervogel, The Modern Art Museum Fort Worth[48]
- 2007 Times Rias, Galerie Bernd Kugler, Innsbruck[49]
- 2006 Dis (res publica), AS Temporary, New York[50]
- 2006 mamaterial, Figge von Rosen Galerie Cologne, Köln[51]
- 2005 Einzelschicksal, Galerie Bernd Kugler, Innsbruck[52]
- 2005 Morlok, Galerie Barbara Thumm, Berlin[53]

### Gruppenausstellungen (Auswahl)
- 2024 Nach Hitler. Die deutsche Auseinandersetzung mit dem Nationalsozialismus, Haus der Geschichte, Bonn (GER)[54]
- 2023 World Framed, Sammlung Schering Stiftung im Kupferstichkabinett – Kulturforum Berlin[55]
- 2022 Drawing Wow 3, minuseins, Wien[56]
- 2020 Line, Linie, Linea, Milli Reasürans Sanat Galerisi, Istanbul[57]
- 2019 In bester Gesellschaft, Kupferstichkabinett – Kulturforum Berlin[58]
- 2018 Neuzugänge, Grafiketage, Museum Morsbroich, Leverkusen[59]
- 2018 Artists against AIDS, Bundeskunsthalle, Bonn[60]
- 2017 Drawing Biennial, Drawing Room, London[61]
- 2017 Was sich abzeichnet – Disorder prelude, Arp Museum Rolandseck, Remagen[62]
- 2017 Neue schwarze Romantik, Muzeul National de Artă al României, Bukarest[63]
- 2016 Open, Galerie Eigen und Art, Berlin[64]
- 2016 In Correpondence with the Drawing, Galerie Michael Fuchs, Berlin[65]
- 2015 Ametria, Benaki Museum, Athen[66]
- 2015 Walk the line, Neue Wege in der Zeichnung, Kunstmuseum Wolfsburg[67]
- 2014 Das mechanische Corps, HMKV, Dortmunder U, Dortmund[68]
- 2014 The Drawing Room, Galerie im Taxispalais, Innsbruck[69]
- 2014 Paper, Cartró, Galeria Kewenig, Oratorio de Sant Feliu, Palma[70]
- 2013 The System of Objects, Deste Foundation Centre for Contemporary Art, Athen[71]
- 2013 Noch nie gesehen, Kunstmuseum Bonn[72]
- 2012 Common Ground, Arsenale, 13th Biennale di Venezia Architectura, Venice[73]
- 2012 Berlin zeichnet, Stadtgalerie Kiel[74]
- 2012 The Dark Side Of The Moon, Carbon 12, Dubai[75]
- 2012 Migration Melbourne Edition, Arndt Contemporary Art, Melbourne[76]
- 2012 Berlin Status I, Künstlerhaus Bethanien, Berlin[77]
- 2011 Eyes wide shut, Vogt Gallery, New York[78]
- 2011 Alles Kannibalen, me collectors room, Berlin[79]
- 2011 Tous cannibales, La maison rouge, Paris[80]
- 2011 Deutsche Bank Collection, Deutsche Bank, Frankfurt Am Main[81]
- 2011 Between Film And Art: Storyboards from Hitchcock to Spielberg, Deutsche Kinemathek, Berlin[82]
- 2011 Berlin-Klondyke, Klondyke Institute Of Art & Culture, Dawson City, Yukon[83]
- 2010 Intensif-Station – Scheme RTL, K21 Ständehaus Kunstsammlung Nordrhein-Westfalen, Düsseldorf[84]
- 2010 Zeigen, Temporäre Kunsthalle, Berlin[85]
- 2010 The More I Draw, Museum Für Gegenwartskunst, Siegen[86]
- 2010 Berlin zeichnet, Ludwig Museum, Koblenz[87]
- 2010 Between Nothingness and Eternity, Regina Gallery, London[88]
- 2010 Linie, Line, Linea, Kunstmuseum Bonn[89]
- 2009 Go for it!, Weserburg I Museum für Moderne Kunst, Bremen[90]
- 2009 Drafts establishing future, abc art berlin contemporary, Akademie Der Künste, Berlin[91]
- 2009 Blast From You – German Art after 1970, Samuelis Baumgarte Galerie, Bielefeld[92]
- 2009 Compass in Hand, The Museum of Modern Art, New York[93]
- 2009 Time Machine, Kunstverein Arnsberg[94]
- 2009 Paul Thek, Sammlung Falckenberg, Hamburg[95]
- 2008 Karl Schmidt-Rottluff Grant, Kunsthalle Düsseldorf[96]
- 2008 Daydreams & Dark Sides, Künstlerhaus Bethanien, Berlin[97]
- 2008 Northern Lights, Kunstverein Hannover[98]
- 2008 The Hamsterwheel, Konsthall Malmö[99]
- 2008 Dream and Trauma, MuMoK and Kunsthalle Wien, Wien[100]
- 2007 Universe – The Hamsterwheel, Arsenale, 52nd Biennale di Venezia, Venedig[101]
- 2007 Made in Germany I, Sprengel Museum, Hannover[102]
- 2007 Fractured Figure, Deste Foundation Centre for Contemporary Art, Athen[103]
- 2006 Franz West sin Franz West, Centro Atlántico de Arte Moderno, Las Palmas[104]
- 2006 Panic Room, Deste Foundation Centre for Contemporary Art, Athen[105]
- 2006 Im Dunkeln erlebt man von Neuem einen kostbaren Schrecken, Galerie Six Friedrich Lisa Ungar, München[106]
- 2006 Steiler Konter, Bregenzer Kunstverein, Bregenz[107]
- 2005 La nouvelle peinture allemande, Carré d´Art, Musée d`Art Contemporain de Nimes[108]
- 2004 Happy Days Are Here Again, David Zwirner Gallery, New York[109]
- 2004 Made in Berlin, Artforum Berlin[110]

## Öffentliche Sammlungen (Auswahl)
- Museum of Modern Art, New York[111]
- Deste Foundation Centre for Contemporary Art, Athen[112]
- Deichtorhallen Sammlung Falckenberg Hamburg[113]
- Sammlung Deutsche Bank, Frankfurt am Main[114]
- Kunstmuseum Bonn[115]
- The Modern, Modern Art Museum of Fort Worth[116]
- Städelsches Kunstinstitut, Graphische Sammlung im Städel Museum, Frankfurt am Main[117]
- Kupferstichkabinett Berlin, Sammlung Schering Stiftung im Kupferstichkabinett, Staatliche Museen zu Berlin[118]